# Hormius keralicus
Hormius keralicus är en stekelart som beskrevs av T.C. Narendran 1999. Hormius keralicus ingår i släktet Hormius och familjen bracksteklar. Inga underarter finns listade i Catalogue of Life.